# Melanotopelia rugosa
Melanotopelia rugosa är en lavart som först beskrevs av Kantvilas & Vezda, och fick sitt nu gällande namn av Lumbsch & Mangold. Melanotopelia rugosa ingår i släktet Melanotopelia och familjen Graphidaceae.   Inga underarter finns listade i Catalogue of Life.